# Como 1907 2021-2022
Questa voce raccoglie le informazioni riguardanti il Como 1907 nelle competizioni ufficiali della stagione 2021-2022.

## Stagione
Dopo la promozione in Serie B, il 21 maggio 2021 il Como ha confermato ufficialmente come allenatore Giacomo Gattuso, estendendogli il contratto per due stagioni, fino al 2023.In campionato i lariani raccolgono 25 punti nel girone di andata e 22 nel girone discendente. Equidistanti dai Play-off e dai Play-out. Alberto Cerri preso dal Cagliari, con 10 reti in campionato è risultato il miglior realizzatore comasco. Sfortunato l'esordio del Como nel preliminare della Coppa Italia, pareggio al Sinigaglia (2-2) al termine dei supplementari, poi (3-4) per i calabresi.

## Divise e sponsor
| Casa | Trasferta | Terza divisa |

## Organigramma societario
Area direttiva
- Amministratore unico: Dennis Frank Wise
- Direttore generale: Carlalberto Ludi
- Segretario area amministrativa: Eros Greggio

Area organizzativa
- Segretario generale: Michelangelo Vitali

Area comunicazione
- Responsabile: Marco Mancinelli
- Ufficio stampa: Vincenzo Carrante

Area marketing
- Ufficio marketing: Marco Mancinelli
- Direttore commerciale: Veronica Oldani

Area tecnica
- Direttore sportivo: Carlalberto Ludi
- Allenatore: Giacomo Gattuso
- Allenatore in seconda: Massimiliano Guidetti
- Preparatore atletico: Andrea Bernasconi e Daniele Miraglia
- Preparatore dei portieri: Alessandro Cartago
- Team Manager: Cosimo De Luca
- Fisioterapista/Massaggiatore: Simone Gallo

## Rosa
| N. |                    | Ruolo | Calciatore            |
| -- | ------------------ | ----- | --------------------- |
| 1  | Italia (bandiera)  | P     | Davide Facchin        |
| 12 | Italia (bandiera)  | P     | Pierre Bolchini       |
| 22 | Italia (bandiera)  | P     | Luca Zanotti          |
| 66 | Italia (bandiera)  | P     | Stefano Gori          |
| 2  | Italia (bandiera)  | D     | Dario Toninelli       |
| 3  | Italia (bandiera)  | D     | Nicholas Allievi      |
| 4  | Italia (bandiera)  | D     | Matteo Solini         |
| 5  | Italia (bandiera)  | D     | Davide Bertoncini     |
| 13 | Italia (bandiera)  | D     | Luca Andrea Crescenzi |
| 23 | Italia (bandiera)  | D     | Filippo Scaglia       |
| 24 | Italia (bandiera)  | D     | Marco Varnier         |
| 25 | Italia (bandiera)  | D     | Paolo Chierichetti    |
| 28 | Italia (bandiera)  | D     | Luca Vignali          |
| 33 | Italia (bandiera)  | D     | Andrea Cagnano        |
| 34 | Marocco (bandiera) | D     | Azzedine Dkidak       |
| 44 | Cipro (bandiera)   | D     | Nikolas Iōannou       |
| 98 | Italia (bandiera)  | D     | Edoardo Bovolon       |
| 6  | Italia (bandiera)  | C     | Alessio Iovine        |

| N. |                        | Ruolo | Calciatore                   |
| -- | ---------------------- | ----- | ---------------------------- |
| 7  | Marocco (bandiera)     | C     | Moutir Chajia                |
| 8  | Albania (bandiera)     | C     | Elvis Kabashi                |
| 11 | Italia (bandiera)      | C     | Vittorio Parigini            |
| 14 | Italia (bandiera)      | C     | Alessandro Bellemo           |
| 17 | Italia (bandiera)      | C     | Amato Ciciretti              |
| 18 | Marocco (bandiera)     | C     | Ismail H'Maidat              |
| 19 | Spagna (bandiera)      | C     | Alejandro Blanco Sánchez     |
| 21 | Italia (bandiera)      | C     | Tommaso Arrigoni             |
| 25 | Italia (bandiera)      | C     | Filippo Nardi                |
| 55 | Italia (bandiera)      | C     | Lorenzo Peli                 |
| 9  | Italia (bandiera)      | A     | Alessandro Gabrielloni       |
| 10 | Italia (bandiera)      | A     | Massimiliano Gatto           |
| 19 | Inghilterra (bandiera) | A     | Lewis Jon Walker             |
| 20 | Italia (bandiera)      | A     | Antonino La Gumina           |
| 30 | Italia (bandiera)      | A     | Elia Di Giuliomaria          |
| 27 | Italia (bandiera)      | A     | Alberto Cerri                |
| 72 | Italia (bandiera)      | A     | Ettore Gliozzi               |
| 99 | Angola (bandiera)      | A     | Zito André Sebastião Luvumbo |

## Calciomercato

### Sessione estiva(dal 01/07 al 31/08)
| Acquisti | Acquisti           | Acquisti            | Acquisti   |
| R.       | Nome               | da                  | Modalità   |
| -------- | ------------------ | ------------------- | ---------- |
| P        | Stefano Gori       | Juventus            | prestito   |
| D        | Andrea Cagnano     | Novara              | svincolato |
| D        | Nikolas Iōannou    | Nottingham Forest   | prestito   |
| D        | Filippo Scaglia    | Monza               | svincolato |
| D        | Marco Varnier      | Atalanta            | prestito   |
| C        | Moutir Chajia      | Lokomotiva Zagabria | svincolato |
| C        | Elvis Kabashi      | Renate              | definitivo |
| C        | Lorenzo Peli       | Atalanta            | prestito   |
| A        | Alberto Cerri      | Cagliari            | prestito   |
| A        | Ettore Gliozzi     | Monza               | definitivo |
| A        | Antonino La Gumina | Sampdoria           | prestito   |
| A        | Vittorio Parigini  | Genoa               | prestito   |
| A        | Zito Luvumbo       | Cagliari            | prestito   |

| Cessioni | Cessioni            | Cessioni       | Cessioni      |
| R.       | Nome                | a              | Modalità      |
| -------- | ------------------- | -------------- | ------------- |
| C        | Manuel Cicconi      | Virtus Entella | fine prestito |
| C        | Enrico Celeghin     | Renate         | prestito      |
| C        | Gabriele De Nuzzo   | Vis Pesaro     | gratuito      |
| C        | Luca Germoni        | Reggiana       | fine prestito |
| C        | Lorenzo Peli        | Atalanta       | fine prestito |
| C        | Lorenzo Rosseti     |                | svincolato    |
| A        | Geoffrey Castillion | Persib         | fine prestito |
| A        | Alvin Daniëls       |                | svincolato    |
| A        | Franco Ferrari      | Napoli         | fine prestito |
| A        | Christian Koffi     | Fiorentina     | fine prestito |
| A        | Giovanni Terrani    | Bari           | fine prestito |

### Sessione invernale(dal 01/10/2021 al 31/01/2022)
| Acquisti | Acquisti        | Acquisti  | Acquisti   |
| R.       | Nome            | da        | Modalità   |
| -------- | --------------- | --------- | ---------- |
| C        | Amato Ciciretti | Pordenone | definitivo |
| C        | Filippo Nardi   | Cremonese | definitivo |
| A        | Álex Blanco     | Valencia  | definitivo |

| Cessioni | Cessioni              | Cessioni  | Cessioni      |
| R.       | Nome                  | a         | Modalità      |
| -------- | --------------------- | --------- | ------------- |
| D        | Nicholas Allievi      | Cesena    | definitivo    |
| D        | Luca Andrea Crescenzi | Siena     | definitivo    |
| D        | Dario Toninelli       | Pro Sesto | definitivo    |
| C        | Azzedine Dkidak       | Potenza   | svincolato    |
| C        | Ismail H'Maidat       | Südtirol  | prestito      |
| A        | Lewis Jon Walker      | Carpi     | svincolato    |
| A        | Zito Luvumbo          | Cagliari  | fine prestito |

## Risultati

### Coppa Italia
| Arbitro: | Marcenaro (Genova) |

|                                           |                      |                                          |
| Chajia 32’, 56’                           | Marcatori            | 51’ Carlini 88’ Verna                    |
| Gabrielloni Kabashi Walker Dkidak Bellemo | Tiri di rigore 3 – 4 | Carlini Vandeputte Verna Bombagi Vázquez |

## Statistiche

### Statistiche di squadra
Statistiche aggiornate a fine campionato
| Competizione | Punti | In casa | In casa | In casa | In casa | In casa | In casa | In trasferta | In trasferta | In trasferta | In trasferta | In trasferta | In trasferta | Totale | Totale | Totale | Totale | Totale | Totale | DR |
| Competizione | Punti | G       | V       | N       | P       | Gf      | Gs      | G            | V            | N            | P            | Gf           | Gs           | G      | V      | N      | P      | Gf     | Gs     | DR |
| ------------ | ----- | ------- | ------- | ------- | ------- | ------- | ------- | ------------ | ------------ | ------------ | ------------ | ------------ | ------------ | ------ | ------ | ------ | ------ | ------ | ------ | -- |
| Serie B      | 47    | 19      | 5       | 7       | 7       | 20      | 21      | 19           | 6            | 7            | 6            | 29           | 33           | 38     | 11     | 14     | 13     | 49     | 54     | -5 |
| Coppa Italia | 0     | 1       | 0       | 1       | 0       | 2       | 2       | 0            | 0            | 0            | 0            | 0            | 0            | 1      | 0      | 1      | 0      | 2      | 2      | 0  |
| Totale       | 47    | 20      | 5       | 8       | 7       | 22      | 23      | 19           | 6            | 7            | 6            | 29           | 33           | 39     | 11     | 15     | 13     | 51     | 56     | -5 |

### Andamento in campionato
| Giornata  | 1  | 2  | 3  | 4  | 5  | 6  | 7  | 8  | 9  | 10 | 11 | 12 | 13 | 14 | 15 | 16 | 17 | 18 | 19 | 20 | 21 | 22 | 23 | 24 | 25 | 26 | 27 | 28 | 29 | 30 | 31 | 32 | 33 | 34 | 35 | 36 | 37 | 38 |
| --------- | -- | -- | -- | -- | -- | -- | -- | -- | -- | -- | -- | -- | -- | -- | -- | -- | -- | -- | -- | -- | -- | -- | -- | -- | -- | -- | -- | -- | -- | -- | -- | -- | -- | -- | -- | -- | -- | -- |
| Luogo     | T  | T  | C  | C  | T  | C  | T  | C  | T  | C  | T  | C  | T  | C  | T  | C  | T  | C  | T  | C  | C  | T  | T  | C  | T  | C  | T  | C  | T  | C  | T  | C  | T  | C  | T  | C  | T  | C  |
| Risultato | N  | N  | P  | P  | P  | N  | V  | V  | N  | V  | V  | V  | P  | N  | N  | P  | V  | N  | P  | N  | N  | N  | V  | V  | P  | N  | N  | P  | N  | N  | V  | V  | P  | P  | P  | P  | V  | P  |
| Posizione | 12 | 13 | 14 | 15 | 16 | 16 | 16 | 16 | 16 | 15 | 11 | 6  | 11 | 12 | 13 | 13 | 11 | 11 | 11 | 11 | 11 | 11 | 11 | 11 | 12 | 11 | 11 | 12 | 12 | 14 | 13 | 11 | 12 | 13 | 14 | 14 | 12 | 13 |

Legenda:

Luogo: C = Casa; T = Trasferta. Risultato: V = Vittoria; N = Pareggio; P = Sconfitta.

### Marcatori in Coppa Italia
- Moutir Chajia 2 reti

### Marcatori in campionato
- Alberto Cerri 10 reti (5 rigori)
- Ettore Gliozzi 9 reti (3 rigori)
- Antonino La Gumina 9 reti (1 rigore)
- Alessandro Bellemo 5 reti (1 rigore)
- Alessandro Gabrielloni 4 reti
- Luca Vignali 3 reti
- Amato Ciciretti 2 reti
- Vittorio Parigini 2 reti
- Alessio Iovine 1 rete
- Matteo Solini 1 rete
- Tommaso Arrigoni 1 rete
- Nikolas Ioannou 1 rete
- Álex Blanco 1 rete